# Kenji Kikawada
Kenji Kikawada (黄川田 賢司 Kikawada Kenji?), född 28 oktober 1974 i Saitama prefektur, är en japansk före detta fotbollsspelare.
Kikawada började sin karriär 1997 i Consadole Sapporo. 2002 flyttade han till Kawasaki Frontale. Han avslutade karriären 2003.